# África Ocidental Britânica
A África Ocidental Britânica foi o nome coletivo das colônias britânicas na África Ocidental durante o período colonial, seja no sentido geográfico geral ou na entidade administrativa colonial formal. A África Ocidental Britânica como uma entidade colonial era originalmente conhecida oficialmente como Colônia de Serra Leoa e suas Dependências, então Territórios Britânicos da África Ocidental e finalmente Colônias Britânicas da África Ocidental.
O Reino Unido ocupou várias partes desses territórios ou o todo ao longo do século XIX. De oeste a leste, as colônias se tornaram os países independentes de Gâmbia, Serra Leoa, Gana e Nigéria. Até a independência, Gana era chamada de Costa do Ouro.

## Jurisdição histórica

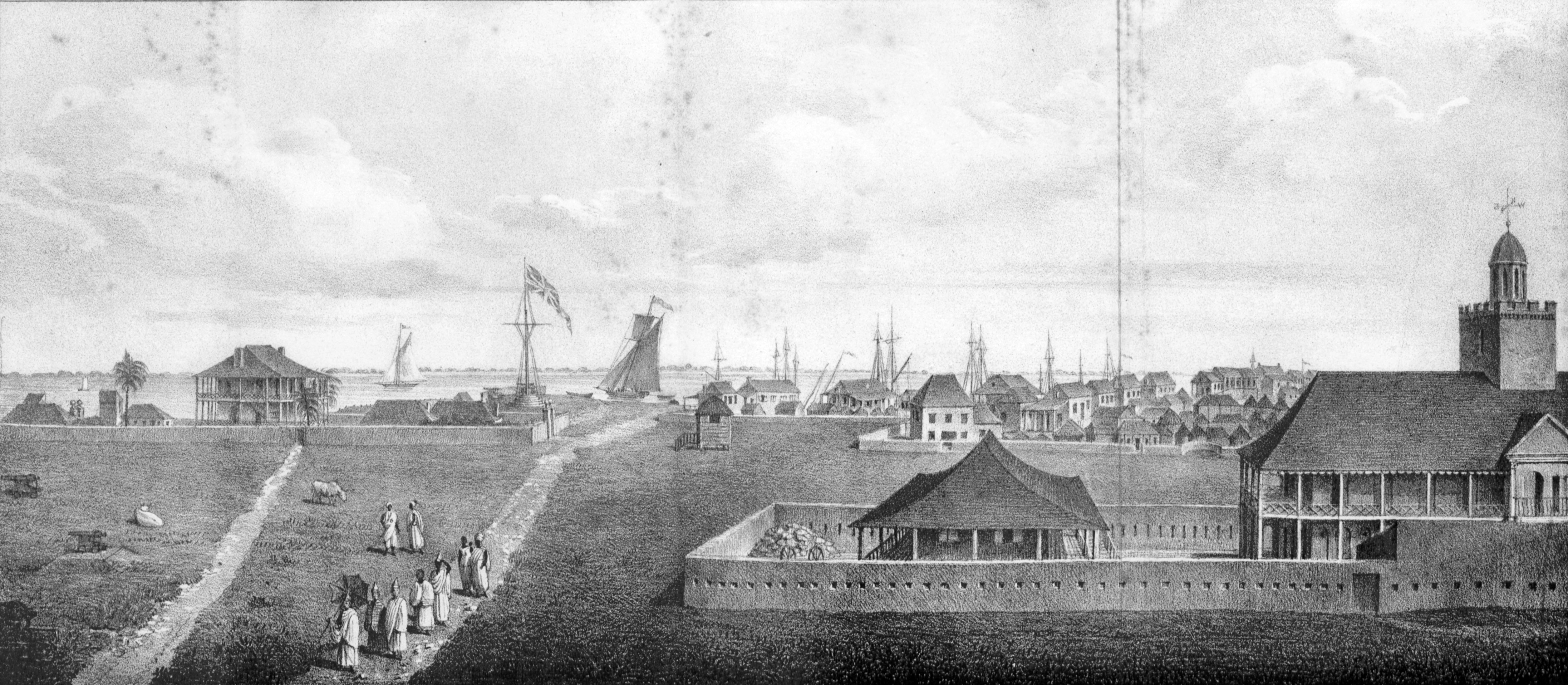
Um esboço da cidade de Banjul, Gâmbia, publicado em 1824

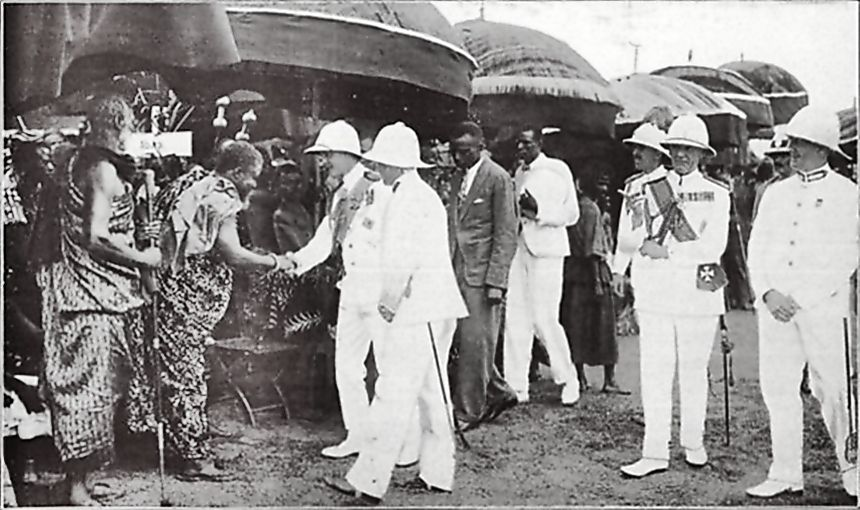
Otoo Ababio II., Omanhene de Abura, sendo apresentado ao Príncipe de Gales, Acra, Costa do Ouro, 1925

A África Ocidental Britânica constituiu-se durante dois períodos (17 de outubro de 1821, até sua primeira dissolução em 13 de janeiro de 1850, e novamente em 19 de fevereiro de 1866, até sua extinção final em 28 de novembro de 1888) como uma entidade administrativa sob um governador-chefe (comparável em grau de governador-geral), cargo atribuído ao governador de Serra Leoa (em Freetown).
As outras colônias originalmente incluídas na jurisdição eram a Gâmbia e a Costa do Ouro Britânica (atual Gana). Também o oeste da Nigéria, o leste da Nigéria e o norte da Nigéria foram incluídos.
A composição atual da África inclui Gana, Serra Leoa, Gâmbia, Nigéria Ocidental, Nigéria Oriental e Nigéria do Norte. Esses países e áreas são artefatos do período pós-colonial, ou o que o escritor ganense Kwame Appiah chama de neocolonialismo.
A África Ocidental Britânica foi originalmente fundada por insistência do proeminente abolicionista Fowell Buxton, que sentiu que acabar com o comércio de escravos no Atlântico exigia algum nível de controle britânico do litoral. O desenvolvimento foi baseado exclusivamente na modernização, e os sistemas educacionais autônomos foram o primeiro passo para modernizar a cultura indígena. Culturas e interesses dos povos indígenas foram ignorados. Uma nova ordem social, bem como influências europeias nas escolas e tradições locais, ajudaram a moldar a cultura da África Ocidental Britânica. O currículo escolar colonial britânico da África Ocidental ajudou a desempenhar um papel nisso. As elites locais se desenvolveram, com novos valores e filosofias, que mudaram o desenvolvimento cultural geral.
Em termos de questões sociais com a África Ocidental Britânica; sexo e raça geralmente entram em conflito (Carina E. Ray chamou isso de "Problema da Esposa Branca"). Durante a história da África Ocidental Britânica, as relações inter-raciais eram desaprovadas e os casais podiam ser discriminados. Havia até certas políticas que deportavam as esposas desses relacionamentos de volta para a Grã-Bretanha e negavam o acesso a qualquer uma dessas colônias.

## Consequências
Mesmo após sua dissolução final, uma moeda única, a Libra britânica da África Ocidental, esteve em vigor em toda a região - incluindo a Nigéria - de 1907 a 1962.
A Nigéria conquistou a independência em 1960. A Serra Leoa era autogovernada em 1958 e conquistou a independência em 1961. A Gâmbia conquistou a independência em 1965. Em 1954, a Costa do Ouro britânica foi autorizada pela Grã-Bretanha a se autogovernar e, em 1957, a Costa do Ouro obteve a independência da Grã-Bretanha, sob o nome de Gana.